# The Hunting Wives
The Hunting Wives är en amerikansk dramaserie som hade premiär på Netflix den 21 juli 2025. Serien består av åtta avsnitt.

## Handling
Serien handlar om Sophie O’Neil som flyttar med sin familj från östkusten till Texas. Där blir hon introducerad för societetskvinnan Margo Banks. Sophie faller för Margos oemotståndliga charm och finner snart sitt liv övertaget av besatthet, förförelse och mord.

## Rollista (i urval)
- Malin Åkerman – Margo Banks
- Brittany Snow – Sophie O'Neil
- Dermot Mulroney – Jed Banks
- Evan Jonigkeit – Graham O'Neil
- Chrissy Metz – Starr
- Jaime Ray Newman – Callie
- Katie Lowes – Jill